# Selvas tropicales de las islas Mentawai
Las selvas tropicales de las Islas Mentawai son una ecorregión de bosque tropical húmedo de hoja ancha en Indonesia . Cubre las Islas Mentawai, un archipiélago en el Océano Índico frente a la costa occidental de Sumatra . Las islas han estado separadas de Sumatra desde mediados del Pleistoceno, y su aislamiento geográfico permitió la evolución de varias especies endémicas, entre las cuales hay 17 mamíferos. 

## Geografía

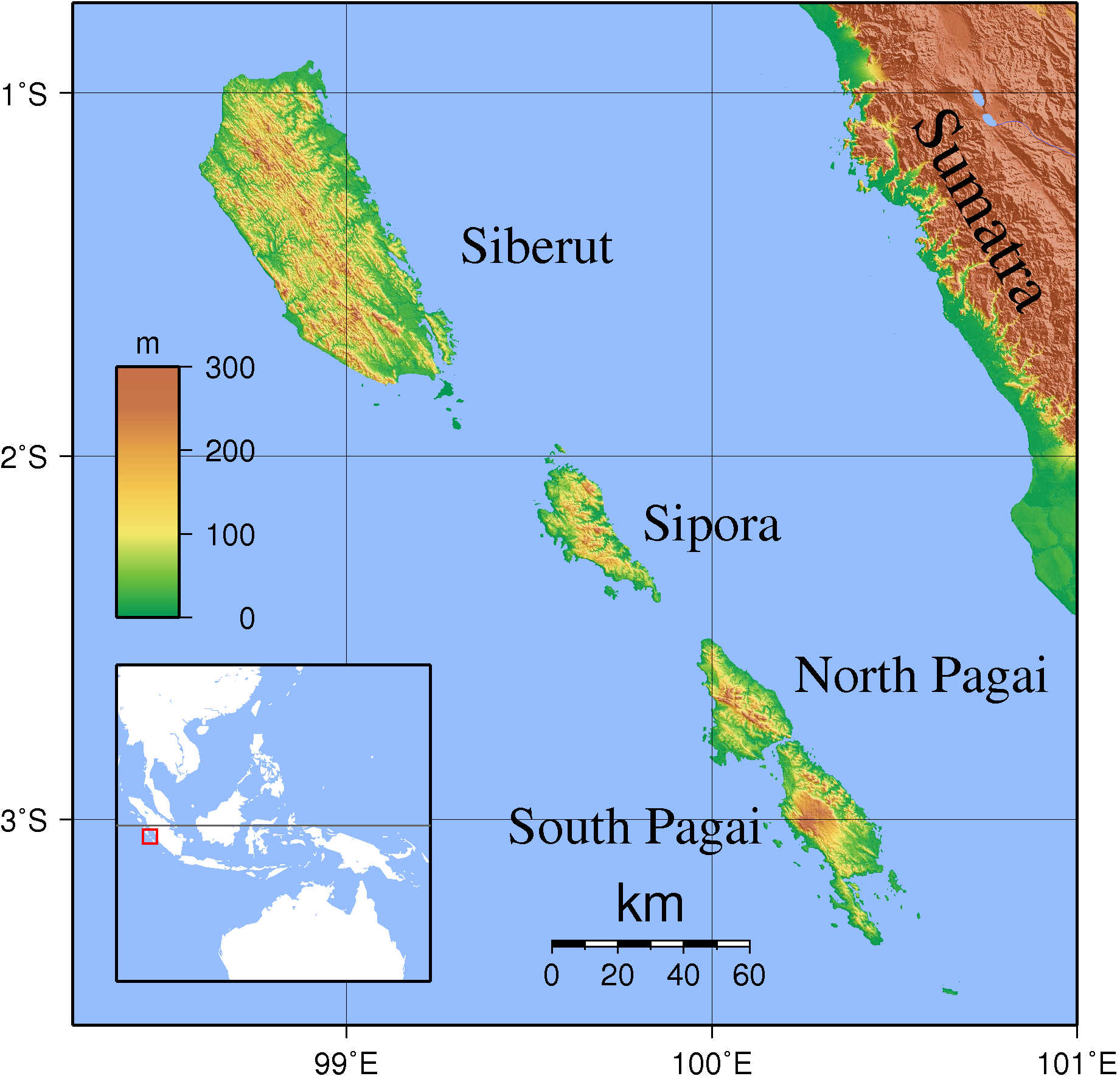
Topografía de las islas Mentawai

La ecorregión tiene una superficie de 6.513 kilómetros cuadrados,  que incluye todas las islas Mentawai. Las principales son Siberut, Sipura, Pagai del Norte y Pagai del Sur, pero también se incluye la isla Enggano más al sureste.  Las islas se encuentran entre 80 y 120 kilómetros de la costa occidental de Sumatra.

## Clima
Las islas tienen un clima de selva tropical. La precipitación media anual es de aproximadamente 4.500 mm, con una estación húmeda de octubre a marzo. Las temperaturas en promedio se encuentran de alrededor de 30 °C durante todo el año.

## Flora
Los bosques tienen un dosel cerrado de unos 36 metros de altura, con árboles emergentes que se elevan 45 metros o más. Los árboles de la familia de las dipterocarpas son árboles de dosel y emergentes comunes. Los árboles emergentes incluyen especies de los géneros dipterocarpos Dipterocarpus y Shorea, y especies de Koompassia, Sindora y Dialium . Los árboles del dosel incluyen especies de Mallotus, Knema, Santiria, Bhesa, Eugenia, Baccaurea, Dillenia, Artocarpus y Horsfieldia .

## Fauna
Hay seis primates endémicos en la ecorregión: el gibón de Kloss ( Hylobates klossii ), el macaco de Mentawai ( Macaca pagensis ), el macaco de Siberut ( Macaca siberu ), el langur de Mentawai ( Presbytis potenziani ), el langur de Siberut ( Presbytis siberu ) y el langur de cola de cerdo ( Simias concolor ).  Otros mamíferos endémicos incluyen la tupaia chrysogaster, la ardilla voladora de Sipora ( Hylopetes sipora ), la rata gigante de cola larga de Mentawai ( Leopoldamys siporanus ), la rata espinosa de Pagai ( Maxomys pagensis ), la rata de Mentawai ( Rattus lugens ), la ardilla voladora de Mentawi ( Iomys sipora ), la ardilla voladora de Siberut ( Petinomys lugens ) y el murciélago nariz de hoja ( Hipposiders breviceps ).  Otros mamíferos nativos incluyen la civeta palmera asiática ( Paradoxurus hermaphroditus ) y el macaco cangrejero ( Macaca fascicularis ). 
Hay más de 250 especies nativas de aves en las islas. El autillo mentawai ( Otus mentawi ) es la única especie de aves endémica conocida.Sin embargo existen 12 subespecies endémicas de aves como de lorito dorsiazul (Psininus cyanurus pontius), de tórtola cuco de Indonesia (Macropygia emiliana elassa) o de drongo cenizo (Dicrurus leucophaeus siberu)

## Áreas protegidas
El 30,94% de la ecorregión se encuentra como áreas protegidas.  Entre ellos se encuentra el Parque Nacional Siberut, que cubre la parte occidental de Siberut, e  incluye las áreas más grandes de bosque intacto de las islas al noroeste de Siberut.